# Katedra Świętej Trójcy w Gibraltarze
Katedra Świętej Trójcy (ang. Cathedral of the Holy Trinity) – anglikańska świątynia znajdująca się w Gibraltarze, siedziba diecezji w Europie.

## Historia
Pierwotne plany katedry sporządził w 1740 Peter Harrison. Z czasem projekt zmodyfikowano i dodano do niego elementy mauretańskie. Budowę kościoła rozpoczęto w 1825 i ukończono w 1832. Nie wzniesiono planowanej przez Harrisona wieży. Poświęcony w 1838 w obecności królowej Adelajdy, wdowy po królu Wilhelmie IV Hanowerskim. W 1842 lub 1843 (źródła podają różne daty) podniesiony do godności katedry.
Świątynia ucierpiała podczas eksplozji statku RFA Bedenham 27 kwietnia 1951 – doszło do przesunięcia dachu i zniszczenia witraży. Naprawę zniszczeń ukończono przed tamtorocznym Bożym Narodzeniem. W 1997 katedra została wyremontowana.

## Architektura i wyposażenie
Świątynia neomauretańska, trójnawowa. Na emporze znajdują się organy z 1880 roku, wykonane przez warsztat Bryceson&Ellis. Znajdują się w obecnym miejscu od 1952. Odrestaurowane w latach 90. XX wieku i w 2017.

## Galeria

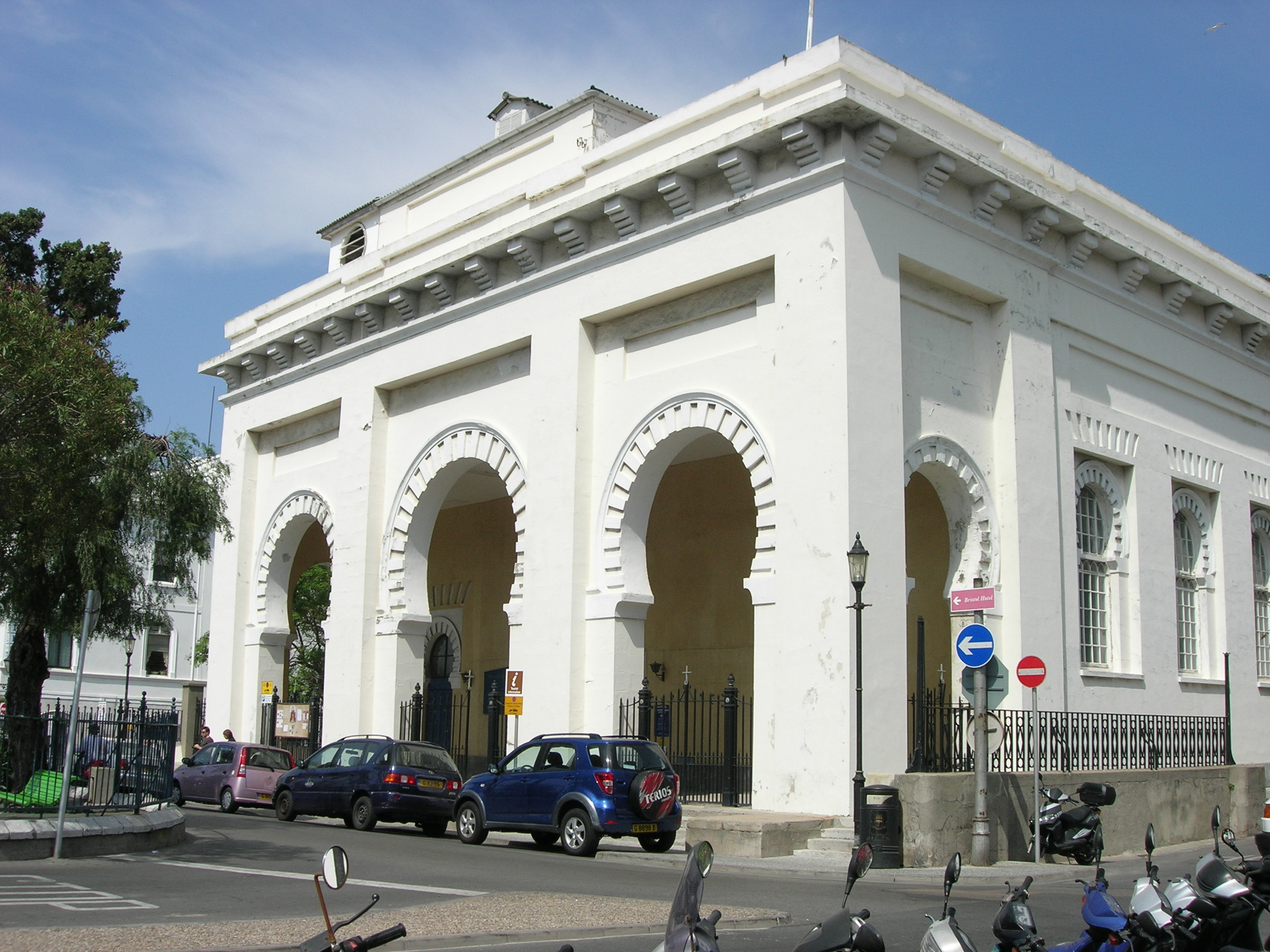
Katedra w 2008
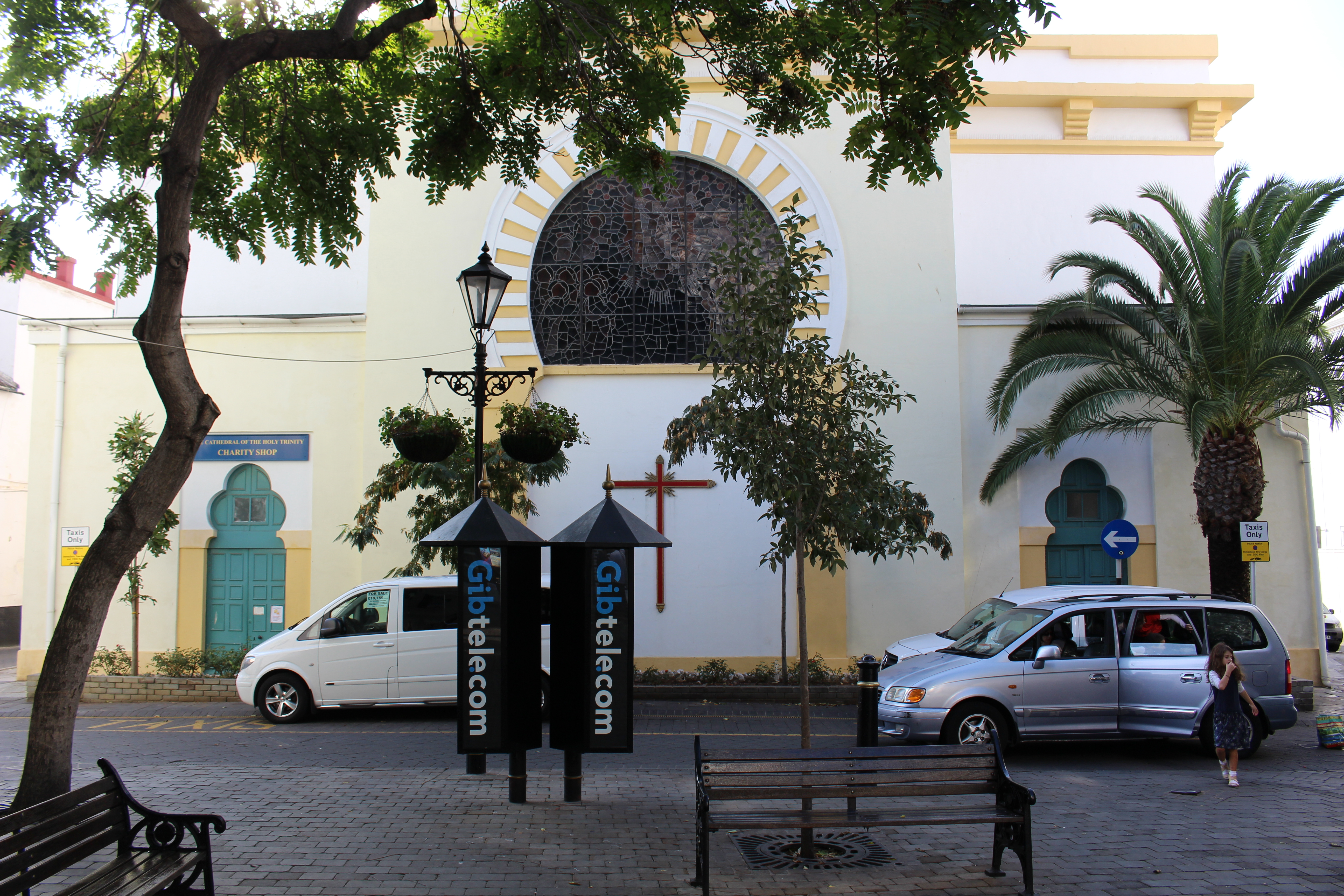
Wschodnia elewacja
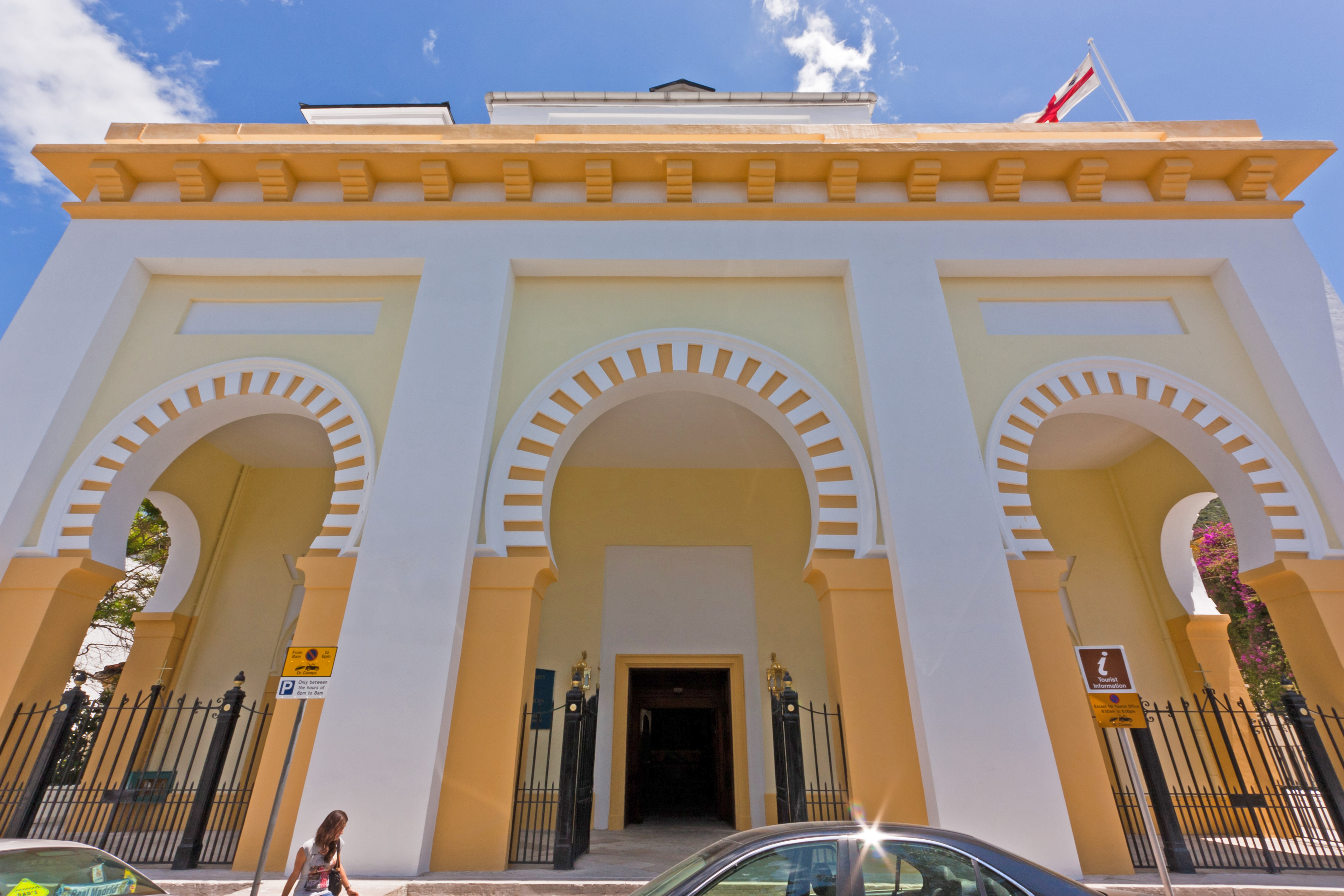
Fasada świątyni
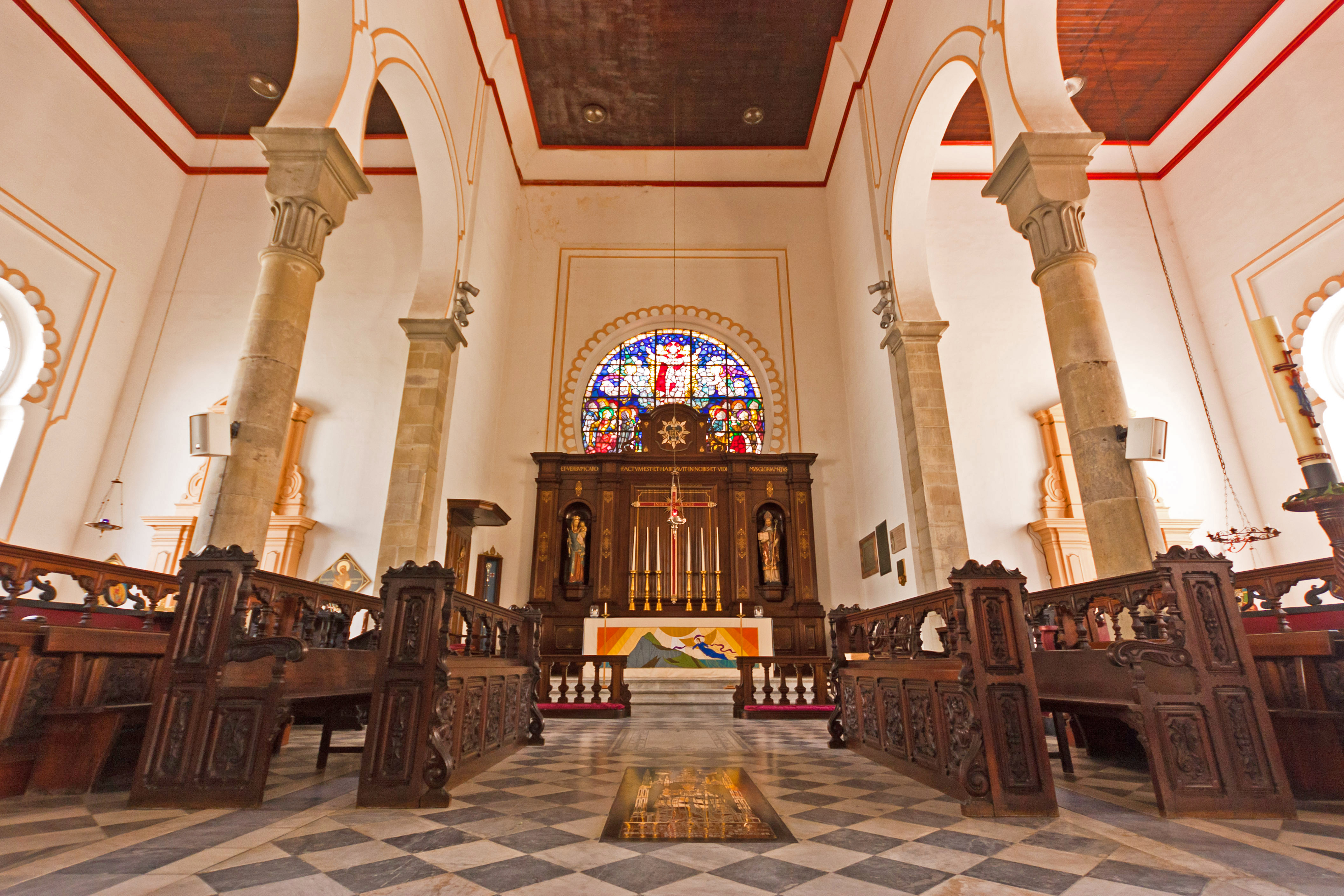
Wnętrze i ołtarz
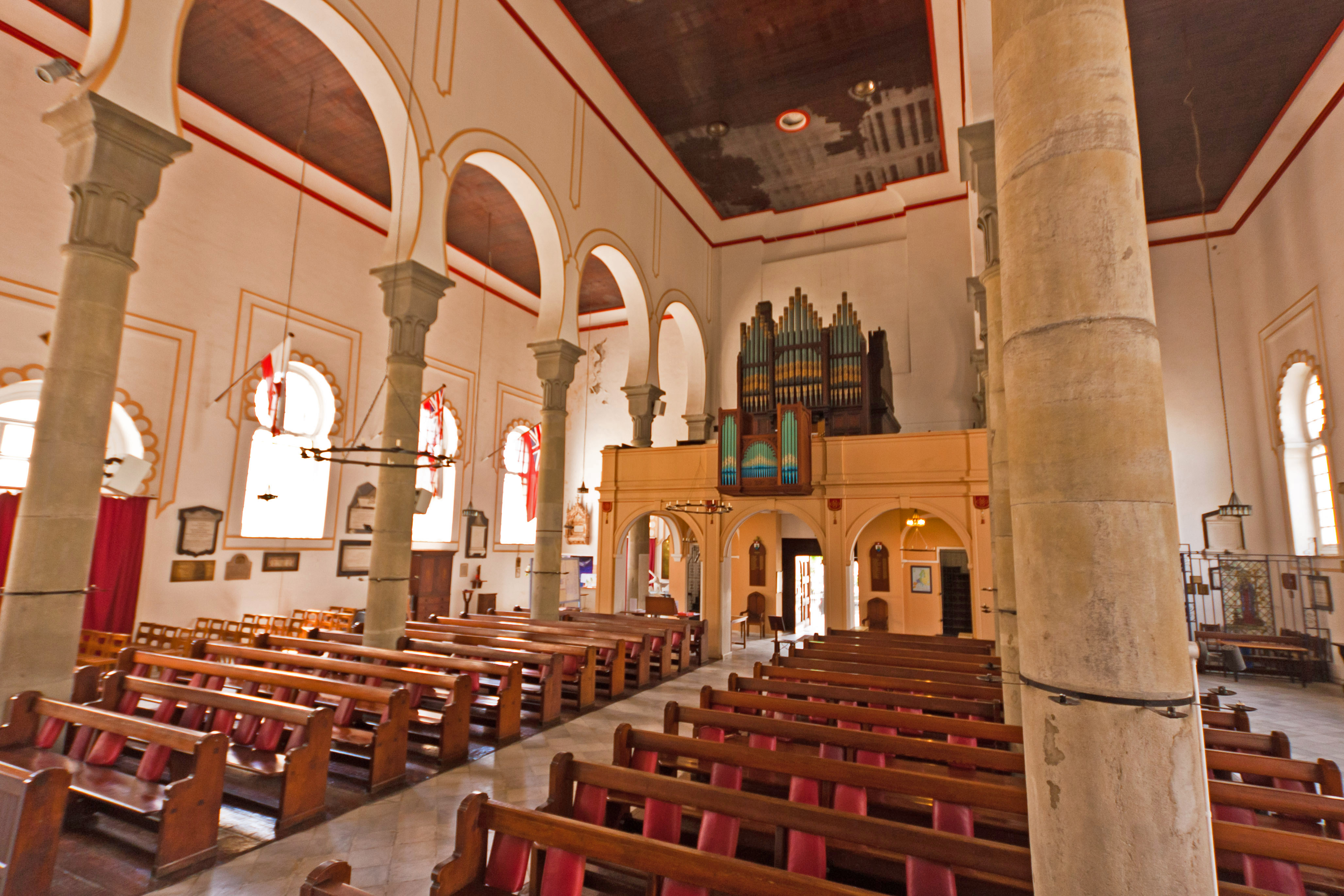
Wnętrze, widok w kierunku wejścia
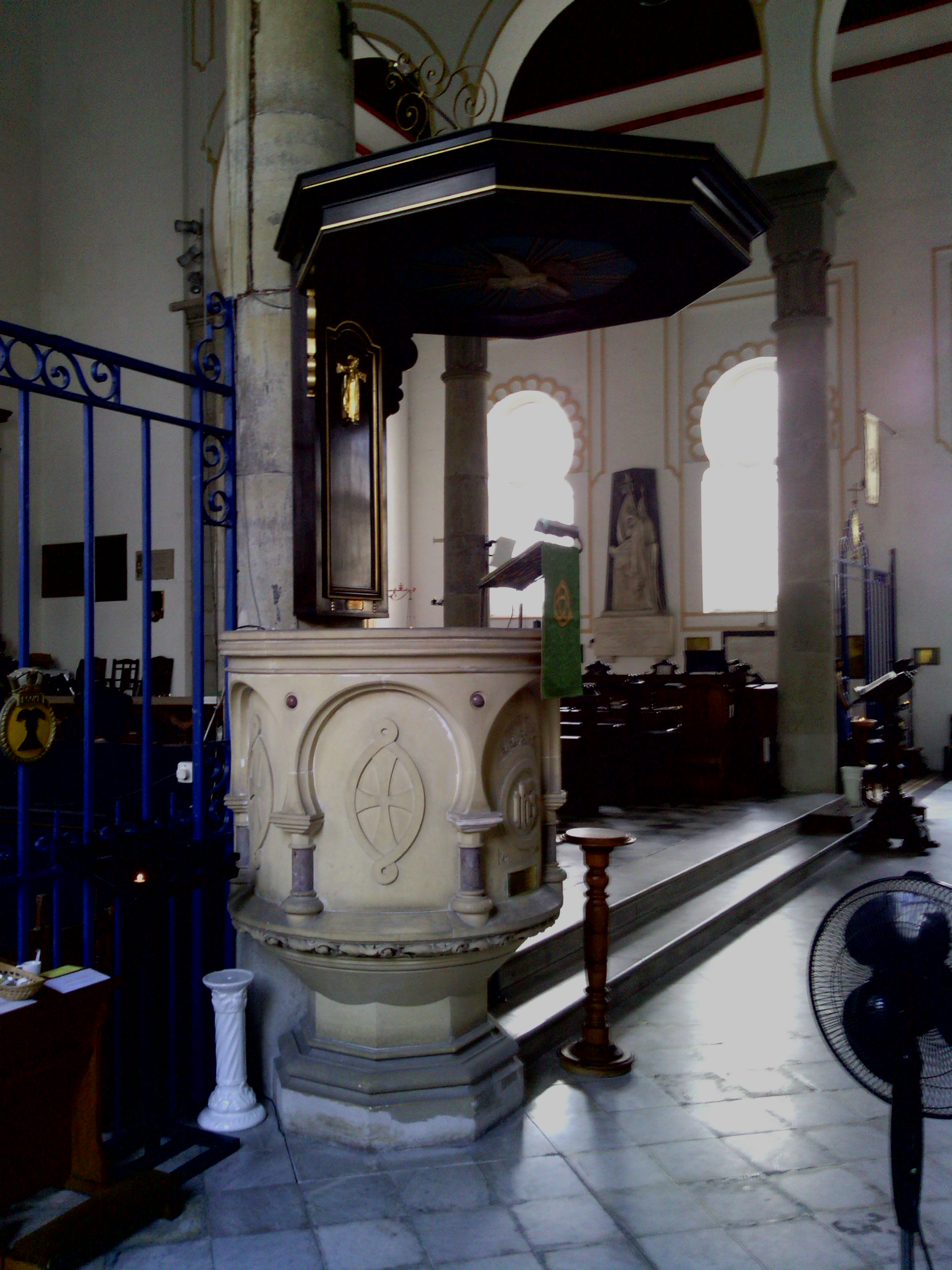
Ambona